# Fryksdals övre tingslag
Fryksdals övre tingslag var ett tingslag i Värmlands län i Fryksdals domsaga. Tingsplats var Torsby.
Tingslaget inrättades 1745 i Östersysslets domsaga efter en delning av ett gemensamt Fryksdals tingslag. Det motsvarade norra delen av Fryksdals härad.
Tingslaget uppgick den 1 januari 1948 i Fryksdals tingslag.

## Omfattning

### Socknarna i häraderna
- Fryksdals härad (norra delen)